# BBN LISP
BBN LISP，經常也被拼為BBN Lisp，一種程式語言，為Lisp的方言之一。在1960年代，由BBN科技公司開發。L Peter Deutsch在1960年到1964年間在PDP-1上實作了Lisp語言，被稱為Basic PDP-1 LISP。以此為基礎，BBN科技繼續開發，在1966年後形成了這個分支方言。
它的後繼者為Interlisp。

## 引用
1. ↑  . Interlisp family. Software Preservation Group.   [17 March 2016]. （原始内容存档于2019-05-19）.